# Peblephaeus nobuoi
Peblephaeus nobuoi là một loài bọ cánh cứng trong họ Cerambycidae.